# Ayuntamiento de Detroit
El Ayuntamiento de Detroit fue la sede del gobierno de la ciudad de Detroit, Míchigan, de 1871 a 1961. El edificio se encontraba en el lado oeste del Campus Martius delimitado por Griswold Street al oeste, Michigan Avenue al norte, Woodward Avenue al este y Fort Street al sur, donde hoy se encuentra One Kennedy Square.
Tenía tres pisos de altura e incluía un sótano parcialmente elevado y un ático. Había un nivel de observación en la parte superior del campanario.

## Historia
Los planos del arquitecto James Anderson se completaron en 1861, pero la construcción se retrasó debido a las restricciones de los materiales de construcción durante la Guerra Civil. Construido por N. Osborn & Company de Rochester, Nueva York, sus cimientos se colocaron en 1867 y el edificio terminó de construirse en mayo de 1871 a un costo total de 602.130 dólares. El 4 de julio de 1871 se llevó a cabo una ceremonia dedicada al nuevo ayuntamiento.
Aunque solo tiene 20 años, el edificio se propuso por primera vez para su demolición en 1894 a pedido del alcalde de Detroit, Hazen Pingree. Sobrevivió a muchos otros intentos de demolerlo, pero su destino quedó sellado después de que el Coleman A. Young Municipal Center se construyera como la nueva sede del gobierno de la ciudad y el condado en 1955. Aunque una encuesta de Survey Associated mostró que los habitantes de Detroit favorecían la preservación del edificio en un 58% a 21%, el Consejo Común, con el apoyo del alcalde Louis Miriani, votó cinco a cuatro el 17 de enero de 1961 para demoler el edificio. Los conservacionistas llevaron la lucha para detener la demolición hasta la Corte Suprema de los Estados Unidos, pero todas las solicitudes de medidas cautelares fueron denegadas.
La demolición comenzó el 14 de agosto de ese año y se completó el 18 de septiembre. Se construyó un garaje subterráneo debajo del sitio para facilitar la construcción de 1001 Woodward, cubierto por Kennedy Square, una plaza de concreto con una fuente como pieza central. Kennedy Square fue reemplazado por el edificio de oficinas One Kennedy Square en 2005.

## Arquitectura
El Ayuntamiento de Detroit fue diseñado principalmente en el estilo arquitectónico neorrenacentista italiano, pero durante el proceso de diseño, se agregó un techo abuhardillado del Segundo Imperio francés. Medía 200 pies de largo por 90 pies de ancho y la torre se elevaba 180 pies de alto. Se enfrentó principalmente con arenisca Amherst de color crema. El edificio tardó 10 años en completarse, principalmente debido a las restricciones de material durante la Guerra de Secesión, pero mucho tuvo que ver con los políticos de la ciudad peleando por las licitaciones y los contratos. Según los informes, la torre se construyó muy mal y estuvo plagada de problemas durante toda su existencia. El edificio era esencialmente un "final de libro" para el antiguo Wayne County Building que está en el otro extremo del Campus Martius Park.

El edificio tenía esculturas encargadas por la residente de la ciudad y pionera de Míchigan, Bela Hubbard, de Gabriel Richard, Antoine Cadillac, Jacques Marquette y René Robert Cavelier de La Salle creados por Julius T. Melchers y John Donaldson. Cuando el edificio fue demolido, las estatuas se salvaron. Algunas fueron trasladados al campus de la Universidad Estatal Wayne, mientras que otras se encuentran almacenados en el Fort Wayne. Los cañones de la batalla del lago Erie, que se encontraban en el terreno, se trasladaron al Museo Dossin de los Grandes Lagos en Belle Isle. El vitral, que se encontraba en las cámaras del consejo en el tercer piso, fue trasladado al Museo Histórico de Detroit. Los escombros del edificio se utilizaron para construir partes del puerto deportivo de Jefferson Beach en St. Clair Shores.

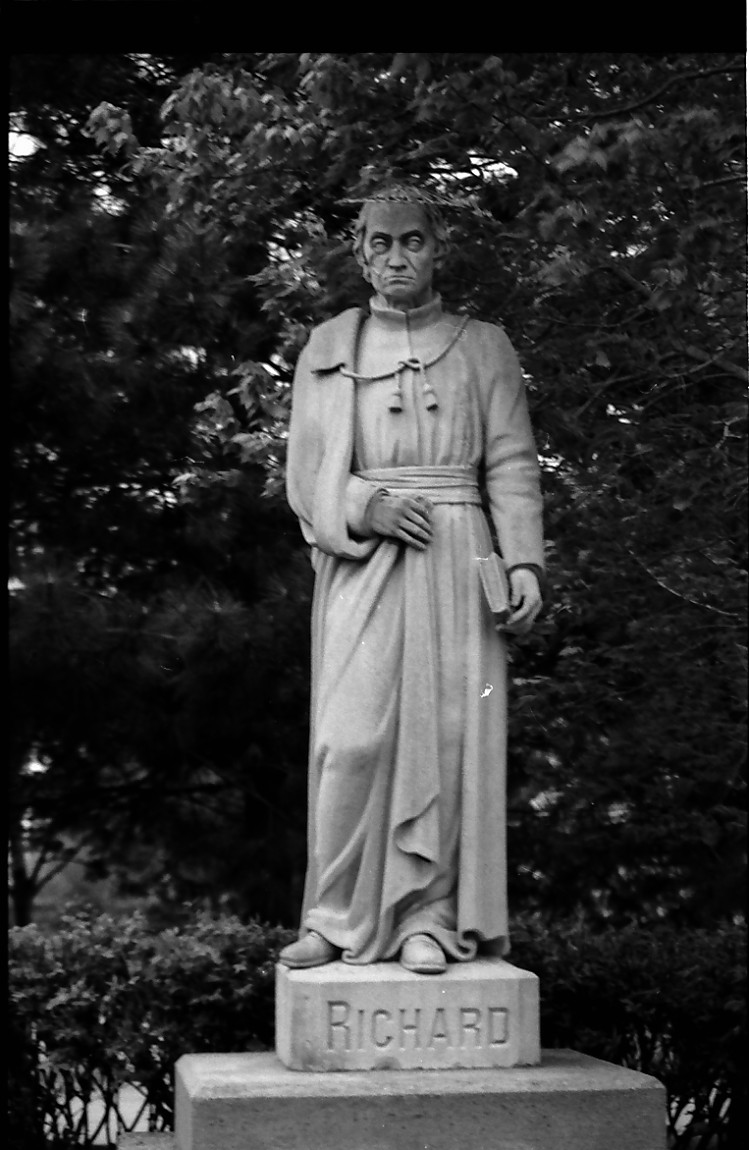
Richard
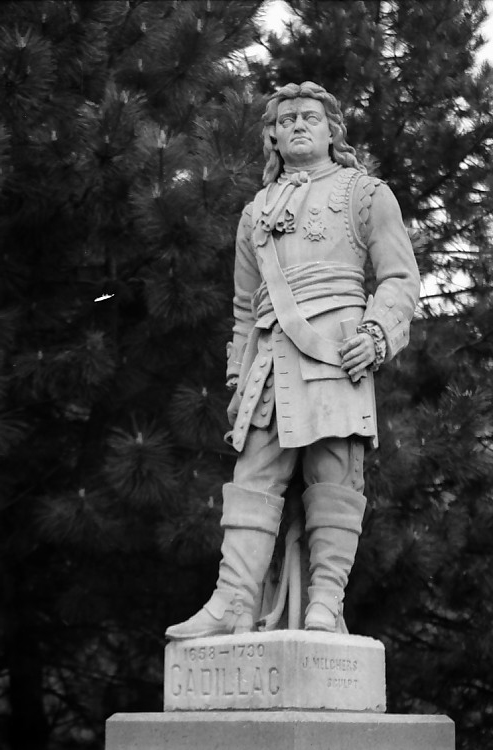
Cadillac
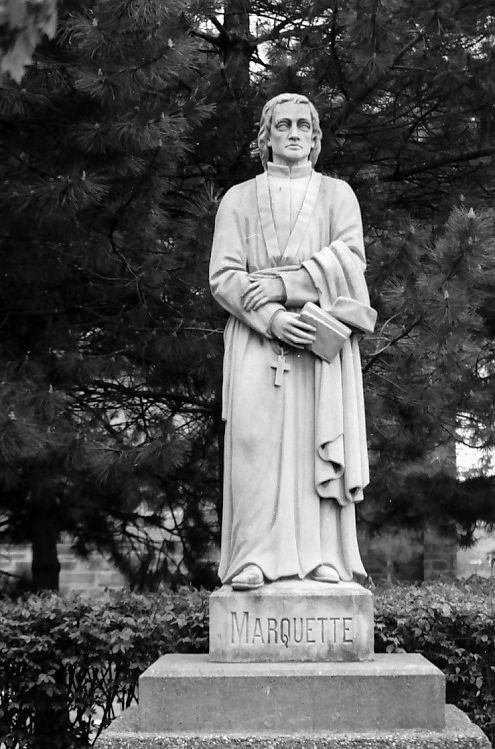
Marquette
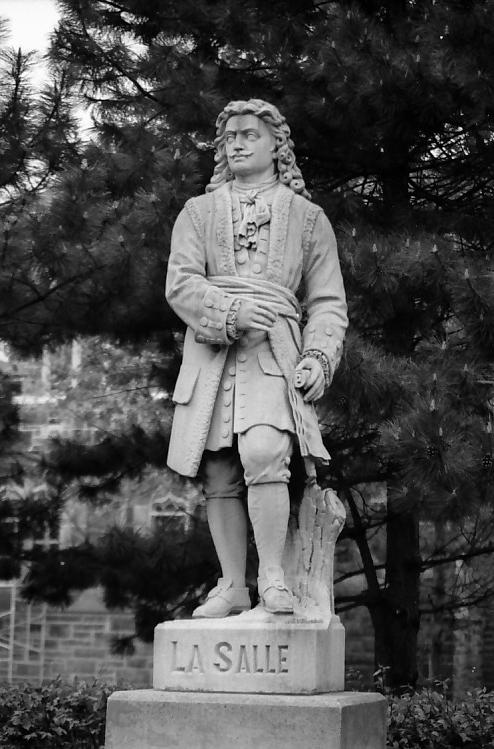
La Salle

El propio reloj de torre presentaba cuatro doncellas de piedra de 14 pies en su cornisa que representaban la justicia, la industria, el arte y el comercio.

## Demolicón
La demolición del edificio concluyó en septiembre de 1961, siendo el reloj de torre la última pieza del edificio en ser demolida.